# C19H18O3
化学式C19H18O3（摩尔质量：294.3442 g/mol）可以指以下化合物：
- 肉桂酸丁香油酚酯，CAS号：532-08-1
- 丹参酮IIA，CAS号：568-72-9
- 异丹参酮IIA，CAS号：20958-15-0

|  | 这个同类索引页列出了具有相同分子式的化学物（即同分異構體）条目。 除非您是有意链接至本页，否则应将相应条目的内部链接指向正确的条目。 |